# 218

## Nașteri
- Gallienus, împărat roman (d. 268)

## Decese
- 8 iunie: Diadumenian, fiul împăratului roman Macrinus (n. 208)
- iunie: Macrinus, împărat roman (n. 165)